# Amber van Heeswijk
Amber van Heeswijk (Venray, 2 augustus 2000) is een voetbalspeelster uit Nederland. Ze speelt als middenvelder voor Club YLA.

## Carrière
Van Heeswijk ging al op jonge leeftijd naar Duitsland waar ze voor Borussia Mönchengladbach ging spelen. Sinds 2018 komt ze uit voor het eerste elftal. In haar eerste seizoen wist Borussia Mönchengladbach naar de eerste Bundesliga te promoveren. In het seizoen 2018/19 degradeerde het echter gelijk terug naar de tweede Bundesliga. 
Op 23 juni 2022 tekende van Heeswijk een contract bij Fortuna Sittard in de Vrouwen Eredivisie.
Op 16 september 2022 maakte van Heeswijk haar debuut voor Fortuna Sittard in de Vrouwen Eredivisie in een uitwedstrijd tegen Ajax. In een uitwedstrijd tegen Feyenoord op 21 januari 2023 maakte van Heeswijk haar eerste doelpunt in dienst van de Fortunezen.
Van Heeswijk tekende op 22 maart 2023 een nieuwe verbintenis bij Fortuna Sittard die haar tot medio 2024 aan de club verbonden hield. Deze verbintenis werd eenmaal met een jaar verlengd.
Nadat Fortuna Sittard zich vanwege financiële problemen terugtrok uit de Vrouwen Eredivisie, moest Van Heeswijk noodgedwongen opzoek naar een nieuw club. Deze vond ze in het Belgische Club YLA.

## Statistieken
| Seizoen   | Club                     | Land      | Competitie                   | Wedstrijden | Doelpunten |
| --------- | ------------------------ | --------- | ---------------------------- | ----------- | ---------- |
| 2018-2022 | Borussia Mönchengladbach | Duitsland | Bundesliga/Tweede Bundesliga | 57          | 0          |
| 2022/23   | Fortuna Sittard          | Nederland | Eredivisie                   | 20          | 2          |
| 2023/24   | Fortuna Sittard          | Nederland | Eredivisie                   | 19          | 1          |
| 2024/25   | Fortuna Sittard          | Nederland | Eredivisie                   | 22          | 0          |
| 2025/26   | Club YLA                 | België    | Super League                 | 0           | 0          |
| Totaal    | Totaal                   | Totaal    | Totaal                       | 118         | 3          |

Laatste update: 24 juli 2025